# SN 2003gs
SN 2003gs – supernowa typu Ia-pec odkryta 28 lipca 2003 roku w galaktyce NGC 936. Jej maksymalna jasność wynosiła 14,14m.